# غريتشين إس. هربرت
غريتشين إس. هربرت (بالإنجليزية: Gretchen S. Herbert)‏ هي ضابطة أمريكية، ولدت في 20 أغسطس 1964 في روتشستر في الولايات المتحدة.